# Museo de Orfebrería de Lucena del Cid
El Museo Parroquial de Orfebrería de Lucena del Cid (provincia de Castellón, España) está situado en el subsuelo del templo, subdividido en una parte dedicada al arte sacro y otra a la etnografía local.